# Jurki (Morąg)
Jurki (deutsch Georgenthal) ist ein Ort in der Gmina Morąg im Powiat Ostródzki in der Woiwodschaft Ermland-Masuren in Polen.

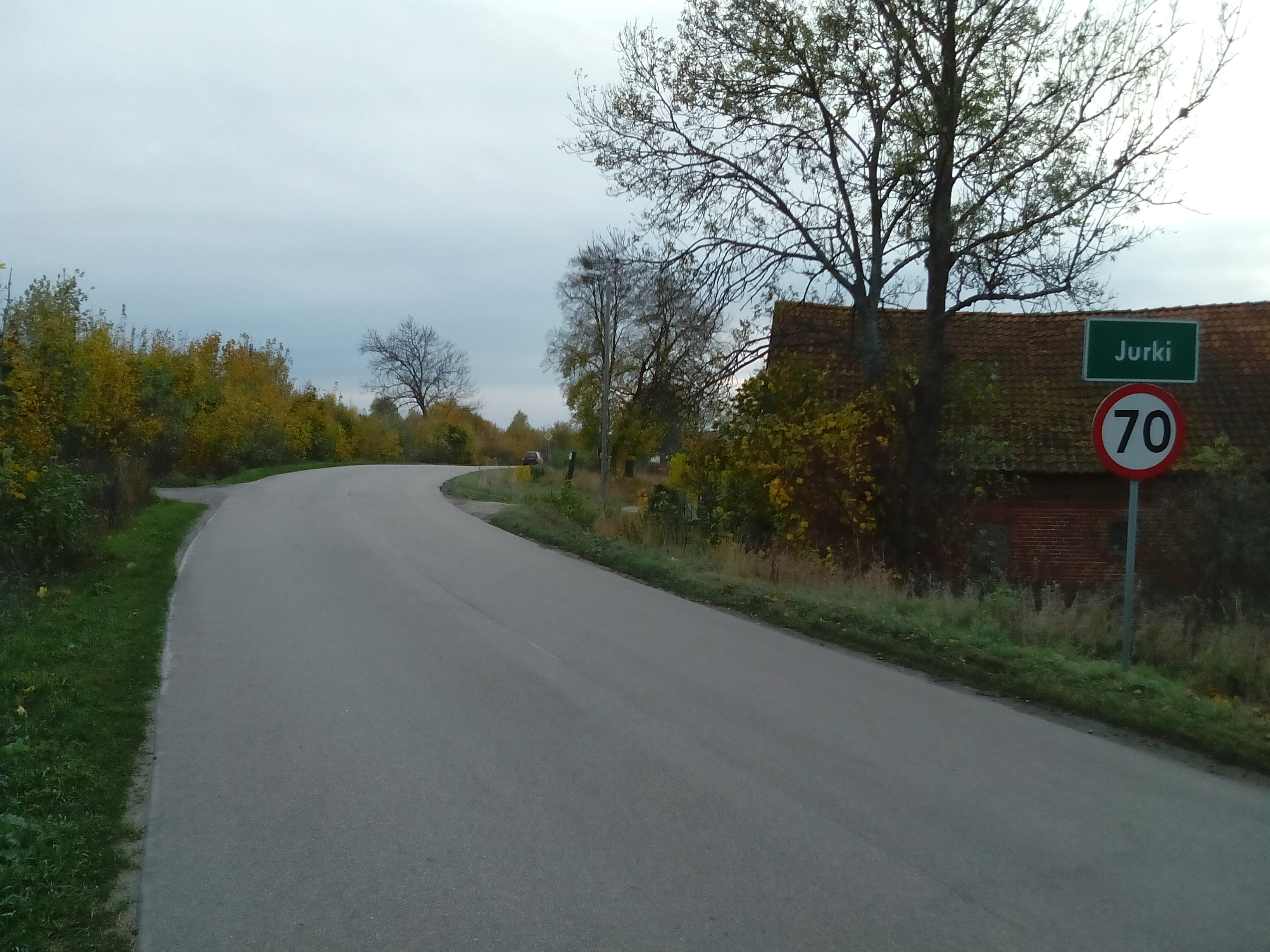
Ortseingang von Jurki (Georgenthal)

## Geographische Lage
Jurki (Georgenthal) liegt in der Eylauer Seenplatte im Oberland in der historischen Region Ostpreußen. Die Ortschaft befindet sich ebenfalls auf dem Gebiet der altpreußischen Landschaft Pogesanien, dass auch als Hockerland (polnisch Hockerlandia) bezeichnet wird.
Jurki liegt etwa 4 km nördlich von Morąg (Mohrungen), 21 km nördlich von der Kreisstadt Ostróda (Osterode i. Ostpr.), und 39 km westlich von der Provinzhauptstadt Olsztyn (Allenstein).

## Geschichte
Das Dorf Georgenthal war zur Zeit des Deutschen Ordens ein Gut des Kammeramts Mohrungen in der Komturei Elbing. Der Ort wurde das erste Mal im Jahr 1406 in den Zinsbüchern des Ordens erwähnt. Die Ortsbezeichnung änderte sich mehrmals im Laufe der Jahrhunderte, so hieß der Ort früher Jurgental und Gergenthal. Das Zinsbuch des Ordens verzeichnete in Jurgental 63 Hufen, die je Hufe ½ Mark und 4 Hühner zum Martinstag zinsten.
In einem Verzeichnis aus dem Jahr 1785 ist Gergenthal / Georgenthal als königliches und cöllmisches Dorf neben einer gesondert liegenden Mühle mit 49 Feuerstellen vermerkt. Es gehörte zum Domänenamt Morungen im gleichnamigen landräthlichen Kreis, aus dem 1818 der Kreis Mohrungen entstand. Gergenthal / Georgenthal war im Kirchspiel Morungen eingepfarrt. Der Gerichtsobere, dem das Dorf direkt unterstand, war König Friedrich II. von Preußen.
Im Zuge des Vierten Koalitionskrieges kam es am 25. Januar 1807 zur Schlacht bei Mohrungen. Der Schlachtverlauf trug sich zu einem großen Teil auch in Georgenthal aus.
Mit der Schaffung der preußischen Amtsbezirke, wurde am 30. Juli 1874 der Amtsbezirk Georgenthal gegründet, der über ein eigenes Standesamt verfügte. Er bestand bis zum Jahr 1945.
Am 30. September 1928 fand entsprechend der Entwicklung in Preußen, eine Gebietsreform statt, bei der nahezu alle Gutsbezirke aufgelöst und benachbarten Landgemeinden zugeteilt wurden. Somit wurde der Gutsbezirk Pfarrsfeldchen in die Landgemeinde Georgenthal eingegliedert.
Der Ort fiel nach dem Zweiten Weltkrieg als Teil des südlichen Ostpreußens an Polen. Die deutsche Bevölkerung wurde vertrieben, sofern sie noch nicht bereits vor der Roten Armee geflohen war. Es folgte darauf die Ansiedlung von Polen. Georgenthal erhielt in dieser Folge seinen heutigen Namen Jurki.

### Einwohnerzahlen
| Jahr | Einwohner |
| ---- | --------- |
| 1820 | 426       |
| 1885 | 998       |
| 1905 | 871       |
| 1910 | 869       |
| 1933 | 849       |
| 1939 | 849       |

## Kirche

### Evangelisch
Georgenthal gehörte zum evangelisch-lutherischen Kirchspiel Mohrungen. Und zählte dort zu einer der Schulorte.

### Katholisch
Die katholischen Einwohner von Georgenthal gehörten zum Kirchspiel Mohrungen, St. Joseph.

## Persönlichkeiten
- Hartmut Jungius (* 1939), deutscher Zoologe und Naturschützer.